# Setè govern del Consell del País Valencià
El setè govern del Consell del País Valencià fou el gabinet executiu esdevingut després de la remodelació efectuada el 15 de juny de 1981 al si del govern valencià en l'etapa preautonòmica sota la presidència d'Enric Monsonís i Domingo (UCD).

## Composició[1]
| Presidència              | Partit |
| ------------------------ | ------ |
| Enric Monsonís i Domingo |        |

| Conselleria                                 | Conseller                | Partit |
| ------------------------------------------- | ------------------------ | ------ |
| Conselleria d'Economia i Hisenda            | Enric Monsonís i Domingo |        |
| Conselleria d'Interior                      | Enric Monsonís i Domingo |        |
| Conselleria de Treball                      | Josep Peris Soler        |        |
| Conselleria d'Educació i Cultura            | Josep Peris Soler        |        |
| Conselleria de Sanitat i Seguretat Social   | Josep Peris Soler        |        |
| Conselleria d'Obres Públiques i Urbanisme   | Josep Lluís Sorribes Mur |        |
| Conselleria de Turisme                      | Josep Lluís Sorribes Mur |        |
| Conselleria de Transports i Benestar Social | Josep Lluís Sorribes Mur |        |
| Conselleria d'Indústria i Comerç            | Leonardo Ramón Sales     |        |
| Conselleria d'Agricultura                   | Leonardo Ramón Sales     |        |